# Owczary (Gorlice)
Pour les articles homonymes, voir Owczary.
Owczary est une localité polonaise de la gmina de Sękowa, située dans le powiat de Gorlice en voïvodie de Petite-Pologne.